# Дачное (Волынская область)
Дачное (укр. Дачне) — село в Луцкой городской общине Луцкого района Волынской области Украины.
До 2020 года входило в Киверцовский район.
Код КОАТУУ — 0721885802. Население по переписи 2001 года составляет 731 человек. Почтовый индекс — 45244. Телефонный код — 3365. Занимает площадь 0,906 км².